# Uogólnienie twierdzenia
Uogólnienie twierdzenia – zagadnienie logiki matematycznej oraz dydaktyki matematyki. Ogólniejszy przypadek danego twierdzenia, to jest taki, którego to twierdzenie jest pewnym przypadkiem szczególnym (jednym z przypadków i da się je wyprowadzić z twierdzenia uogólnionego).
Niech będzie dana pewna teoria oraz jej twierdzenia:
{\displaystyle P:\forall _{x}Z(x)\Rightarrow T(x),}
{\displaystyle P':\forall _{x}Z'(x)\Rightarrow T'(x),}
gdzie zakresem zmiennej {\displaystyle x} jest pewien ustalony zbiór.
Gdy w rozważanej teorii zachodzą warunki:
1. {\displaystyle \forall _{x}Z(x)\Rightarrow Z'(x),}
2. {\displaystyle \forall _{x}Z'(x)\Rightarrow Z(x),}
3. {\displaystyle \forall _{x}Z(x)\wedge T'(x)\Rightarrow T(x),}

to {\displaystyle P'} jest uogólnieniem twierdzenia {\displaystyle P}.

## Przykład
- {\displaystyle P{:}} Jeżeli A, B, C są wierzchołkami trójkąta prostokątnego o kącie prostym przy wierzchołku C, to {\displaystyle |AB|^{2}=|BC|^{2}+|AC|^{2}} (twierdzenie Pitagorasa).
- {\displaystyle P'{:}} Jeżeli A, B, C są różnymi punktami, to: {\displaystyle |AB|^{2}=|BC|^{2}+|AC|^{2}-2\cdot |BC|\cdot |AC|\cdot \cos \measuredangle ACB} (twierdzenie cosinusów).

Twierdzenie {\displaystyle P'} jest uogólnieniem twierdzenia {\displaystyle P} (twierdzenie Pitagorasa jest szczególnym przypadkiem twierdzenia cosinusów – dla kąta prostego).